# Jörg Schmalian
Jörg Schmalian (* 1965 in Halberstadt) ist ein deutscher theoretischer Festkörperphysiker und Hochschullehrer am Karlsruher Institut für Technologie (KIT).

## Leben und Wirken
Jörg Schmalian stammte aus einer Familie von Landwirten, studierte Physik ab 1985 an den Universitäten Merseburg und Leipzig (Diplom in Merseburg 1990) und promovierte 1993 bei Karl-Heinz Bennemann  an der FU Berlin mit der Dissertation Theorie für stark korrelierte Elektronen in Hochtemperatur-Supraleitern. Die Dissertation wurde mit summa cum laude bewertet und er erhielt dafür den Carl-Ramsauer-Preis. 1997 bis 1999 war er Visiting Research Assistant Professor an der University of Illinois at Urbana-Champaign (bei David Pines) und 1999 am Rutherford Appleton Laboratory und Fellow des St. Catherine’s College der Universität Oxford. Er war ab 1999 Assistant Professor, ab 2002 Associate Professor und ab 2007 Professor an der Iowa State University und Senior Scientist am Ames Laboratory des DOE. 2011 wurde er Professor am KIT, wo er Leiter des Instituts für Theorie der kondensierten Materie (TKM) ist und Leiter der Abteilung Theorie der Quantenmaterialien am Institut für Quantenmaterialien und -technologien (IQMT).
2009 bis 2012 war er Gastprofessor an der Royal Holloway University in London. Im Jahre 2024 war er Weston Gastprofessor am Weizmann-Institut für Wissenschaften in Rehovot, Israel.
Er untersucht stark korrelierter elektronische Systeme in Festkörpern, unter anderem den Mechanismen unkonventioneller Supraleitung (wie Supraleitung ohne Quasiteilchen, topologische Supraleitung) und nematischer Ordnung in Eisen-basierten Supraleitern. Außerdem befasst er sich mit ungeordneten Systemen wie selbst-erzeugten Gläsern, Nichtgleichgewichtsdynamik von Quantenmaterialien wie dem Nachweis von Populationsinversion in Graphen nach Laserpuls mit stimulierter Emission im Infraroten und Quantenphasenübergängen.
2009 sagte er voraus, dass sich Elektronen in ultrareinem Graphen wie perfekte Flüssigkeiten verhalten können. Das fand später experimentelle Bestätigung.
Seit 2022 ist er Herausgeber von Advances in Physics.

## Auszeichnungen
Schmalian ist Mitglied der Heidelberger Akademie der Wissenschaften und Fellow der American Physical Society. 2022 erhielt er den John Bardeen Prize. 2023 bekam er den Physik-Preis Dresden für seine herausragenden Beiträge zur Theorie der kondensierten Materie.

## Schriften (Auswahl)
Außer die in den Fußnoten zitierten Arbeiten.
- Pairing due to spin fluctuations in layered organic superconductors, Phys. Rev. Lett., Band 81, 1998, S. 4232
- mit Peter G. Wolynes: Stripe glasses: Self-generated randomness in a uniformly frustrated system, Phys. Rev. Lett., Band 85, 2000, S. 836
- mit Robert Betts Laughlin, David Pines, Branko P Stojković, Peter Wolynes: The middle way, Proc. Nat. Acad. Sci. USA, Band 97, 2000, S. 32–37
- mit A. Abanov, Andrey V. Chubukov: Quantum-critical theory of the spin-fermion model and its application to cuprates: Normal state analysis, Advances in Physics, Band 52, 2003, S. 119–218, Arxiv
- mit T. Vojta: Percolation quantum phase transition in diluted magnets, Physical Review Letters, Band 95, 2005, S. 237206, Arxiv
- mit T. Vojta: Quantum Griffiths effects in itinerant Heisenberg magnets, Physical Review B, Band 72, 2005, S. 045438, Arxiv
- mit J. D. Stevenson, P. G. Wolynes: The shapes of cooperatively rearranging regions in glass-forming liquids, Nature Physics, Band 2, 2006, S. 268–274. Arxiv
- mit D. E. Sheehy: Quantum critical scaling in graphene, Physical Review Letters, Band 99, 2007, S. 226803, Arxiv
- mit L. Fitz, M. Müller, S. Sachdev: Quantum critical transport in clean graphene, Phys. Rev. B, Band 78, 2008, S. 085416, Arxiv
- mit T. Kondo, R. Khasanov, T. Takeuchi, A. Kaminski: Competition between the pseudogap and superconductivity in the high-Tc copper oxides, Nature, Band 457, 2009, S. 296–300
- mit Igor Mazin: Pairing symmetry and pairing state in ferropnictides: Theoretical overview, Physica C: Superconductivity, Band 469, 2009, S. 614–627
- mit R. M. Fernandes, A. V. Chubukov, J. Knolle, I. Eremin: Preemptive nematic order, pseudogap, and orbital order in the iron pnictides, Phys Rev. B, Band 85, 2012, S. 024534, Arxiv
- mit T. Li, L. Luo, M. Hupalo, J. Zhang, M. C. Tringides, J. Wang: Femtosecond Population Inversion and Stimulated Emission of Dense Dirac Fermions in Graphene, Physical Review Letters, Band 108, 2012, S. 167401, Arxiv
- mit R. M. Fernandes, A. V. Chubukov: What drives nematic order in iron-based superconductors ?, Nature Physics, Band 10, 2014, S. 97–104, Arxiv
- mit B. N. Narozhny, I. V. Gornyi, A. D. Mirlin: Hydrodynamic Approach to Electronic Transport in Graphene, Annalen der Physik, Band 11, 2017, S. 1700043, Arxiv
- mit R. M. Fernandes, P. P. Orth: Intertwined Vestigial Order in Quantum Materials: Nematicity and Beyond, Annual Review of Condensed Matter Physics, Band 10, 2019, S. 133